# Baptiste Veistroffer
Baptiste Veistroffer (Vernon, 29 mei 2000) is een Frans wielrenner.

## Carrière
Als stagiair bij AG2R Citroën nam Veistroffer eind 2023 deel aan enkele eendagskoersen in Frankrijk in België. Het seizoen daarna werd hij opgenomen in de opleidingsploeg. Namens dat team won hij in april een etappe in de Ronde van Bretagne.
In 2025 werd Veistroffer prof bij Lotto. Zijn debuut voor de ploeg maakte hij in de Grote Prijs Castellón, waar hij deel uitmaakte van de vroege vlucht en uiteindelijk op plek 93 finishte. In maart maakte hij zijn debuut in de World Tour, toen hij aan de start stond van Milaan-Sanremo. Ook in La Primavera zat hij in de kopgroep, om later op plek 114 over de streep te komen.

## Palmares

### Overwinningen
2024
4e etappe Ronde van Bretagne

### Resultaten in voornaamste wedstrijden
| Jaar | Milaan-San Remo | Parijs-Roubaix |
| ---- | --------------- | -------------- |
| 2025 | 114e            | 111e           |

## Ploegen
- 2023 –  AG2R Citroën Team (stagiair vanaf 1 augustus)
- 2024 –  Decathlon AG2R La Mondiale Development Team
- 2025 –  Lotto